# USS Omaha (CL-4)
Pour les autres navires du même nom, voir USS Omaha.
L'USS Omaha (CL-4) est un croiseur léger, navire de tête de sa classe construit pour l'United States Navy au début des années 1920. Le croiseur est le deuxième navire à porter le nom d'Omaha, plus grande ville de l'État du Nebraska.
L'Omaha est mis sur cale aux chantiers navals de Vigor Shipyards à Tacoma (État de Washington) le 6 décembre 1918, il est lancé le 14 décembre 1920 et admis au service actif le 24 février 1923.

## Historique

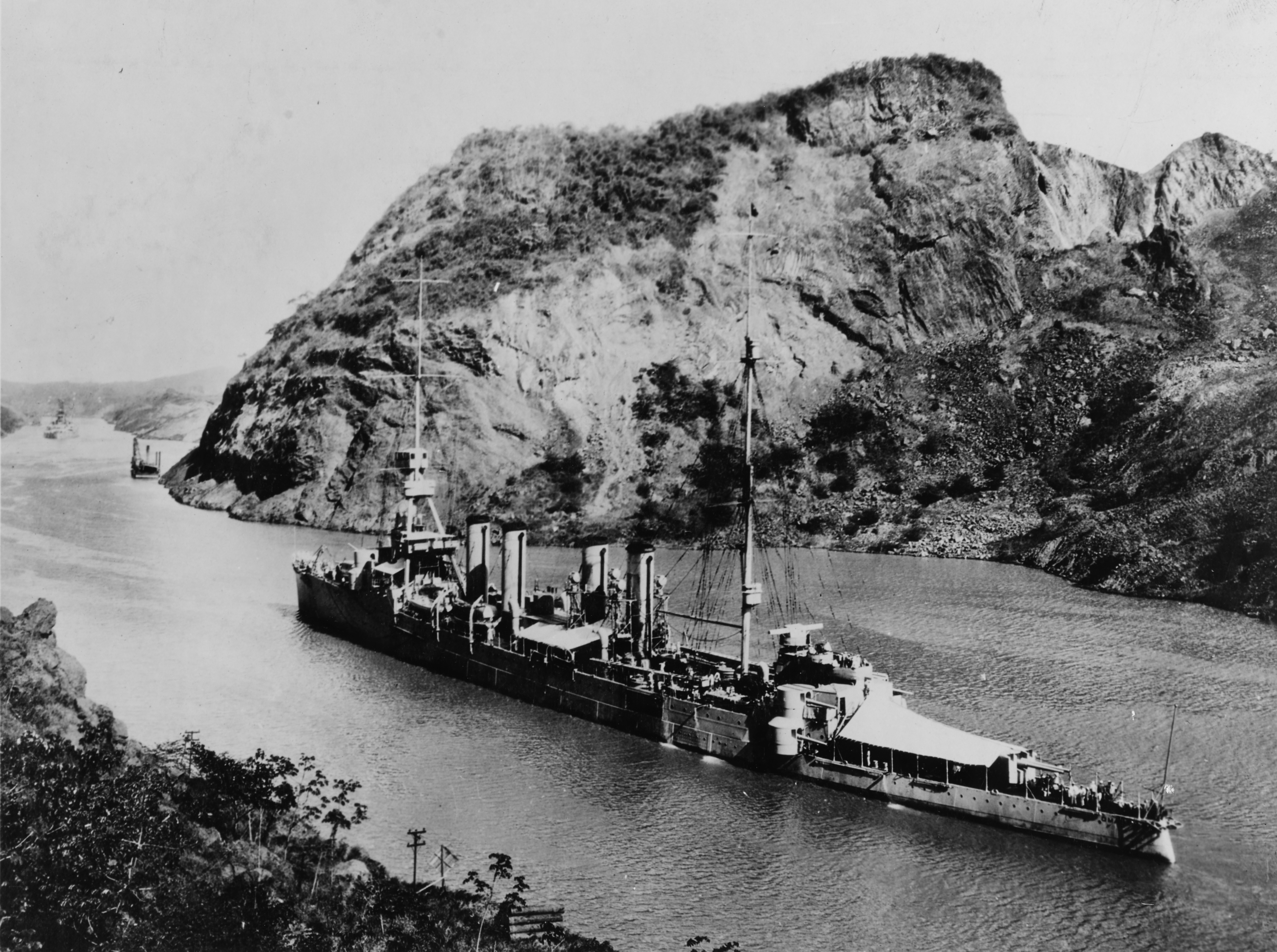
LOmaha passant par le canal de Panama en 1925–1926.

À sa mise en service, l'Omaha est affecté à l'Atlantic Fleet, menant essentiellement des missions d'entrainement. Il effectua également des croisières et des missions en Méditerranée, dans le Pacifique et dans les Caraïbes.
Bien qu’isolationnistes, les Américains maintiennent dans l'entre-deux-guerres une présence navale en Europe sous la forme d'un stationnaire. Le 28 avril 1938, dans la rade de Villefranche, le Raleigh est relevé par son sister-ship Omaha. Ce dernier reste en Europe jusqu'en octobre 1940, lorsque les derniers navires américains quittent l'Europe, l'Omaha ayant également relevé le Trenton à Lisbonne où il fut basé du 5 juillet au 22 octobre 1940.
Le 15 juin 1941, est mise sur pied sous l'autorité du contre-amiral Jonas H. Ingram, la Task Force 3 avec les croiseurs USS Memphis, Milwaukee, Cincinnati et Omaha, formant la 2e division de croiseurs et cinq destroyers. Ils patrouillent depuis Recife et Bahia.
Peu avant l'entrée en guerre des États-Unis, le 6 novembre 1941, alors qu'il effectuait une patrouille de neutralité avec le destroyer USS Somers dans l'Atlantique au niveau de l'Équateur, il repéra un navire au comportement suspect. En voyant le pavillon américain, il afficha le nom de Willmoto à la poupe avec Philadelphie comme port d'attache. Jugeant cette identité suspecte, le commandant du croiseur envoya une équipe de prise à bord alors que l'équipage du navire avait pris place dans les canots de sauvetage. Plusieurs explosions retentirent et en dépit des risques, les marins américains parvinrent à stopper le sabordage du forceur de blocus Odenwald. Le navire ramené à Porto Rico fut le dernier navire qui rapporta une prime à l'équipage de l'Omaha et du Somers, soit un total de 3 000 dollars.
Après l'attaque de Pearl Harbor, l'Omaha continua ses patrouilles dans l'Atlantique Sud avec pour principale mission d'intercepter les forceurs de blocus allemands. Le 30 avril 1943, il fut endommagé lors d'une collision avec le Milwaukee, retournant à Rio de Janeiro pour des réparations. Le 6 février 1944, il secourut avec l'USS Jouett quatorze survivants de l'U-177 coulé peu avant par un Consolidated PB4Y-1 Liberator du Bombing Squadron (VB) 107, qui opérait à partir de l'île de l'Ascension. L'Omaha les débarquèrent à Bahia le 15 février, avant d'être emmenés à Recife en tant que prisonniers de guerre.

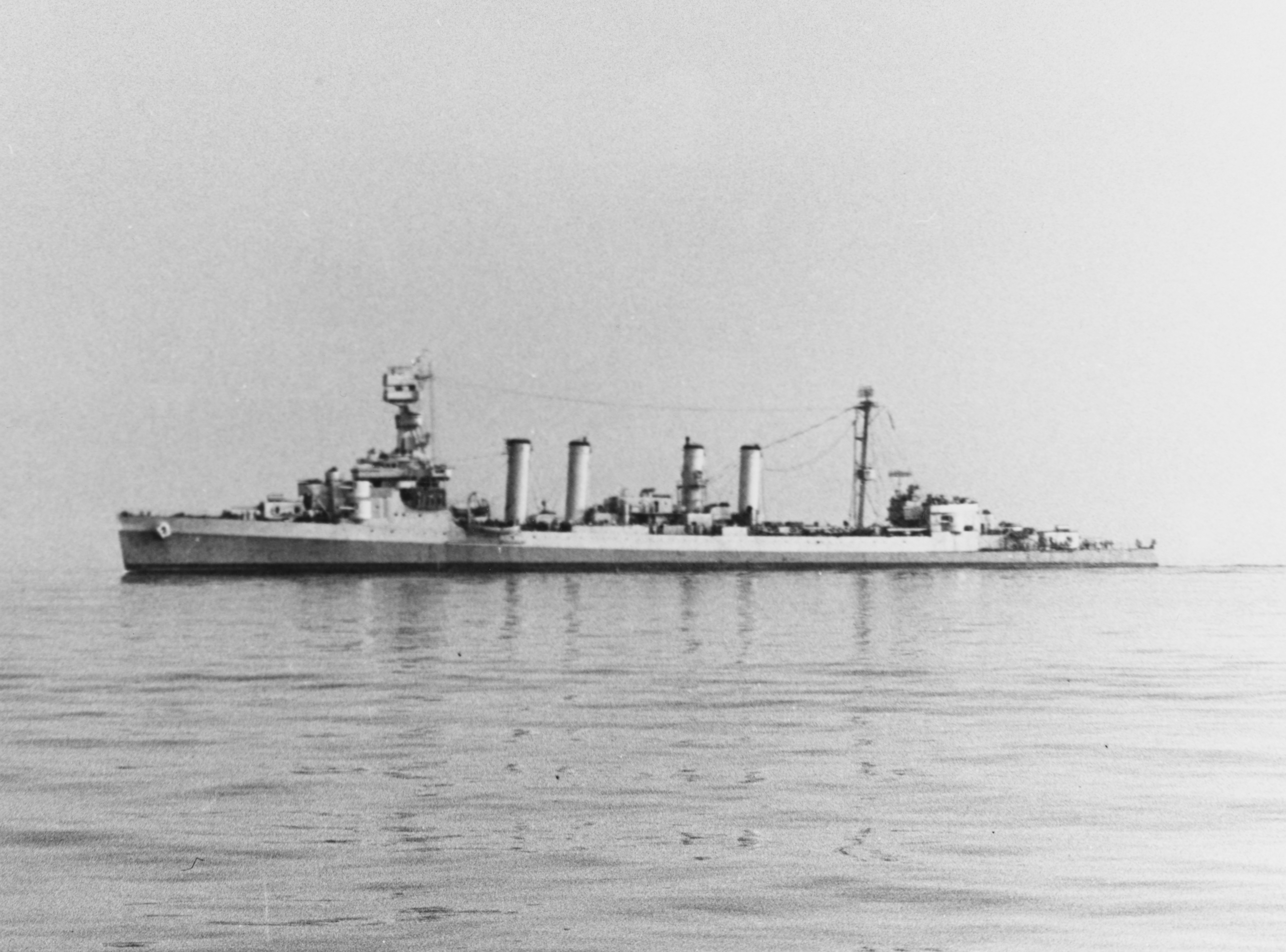
LOmaha au large des côtes du sud de la France le 1 septembre 1944, arborant le camouflage Measure 12.

La mission qui s'acheva en février 1944 fut suivie par un déploiement en Méditerranée en juillet 1944. Le 13 juillet, le convoi arriva à Gibraltar. L'Omaha prit la mer le 18 juillet depuis Palerme, en Sicile, en compagnie des cuirassés Nevada et Arkansas. Il participa ainsi le 15 août 1944 à la couverture du débarquement de Provence (opération Dragoon), protégeant ensuite le 19 août la pénétration des armées américaines et françaises en bombardant notamment Toulon et l'île de Porquerolles, occupée par une garnison allemande.
Le croiseur fut également présent à la reddition des Allemands à Gien le 23 août et bombarda des cibles dans la région de Toulon le 25 août. Peu de temps après, il regagna l'Atlantique Sud et termina la guerre par des missions de patrouilles.
Le croiseur léger regagna Philadelphie le 1er septembre 1945 et fut désarmé le 1er novembre 1945, avant d'être rayé du Naval Vessel Register le 28 novembre 1945 puis démantelé à l'arsenal de Philadelphie en février 1946.

## Commandants notables
| Nom                                 | Date                                | Promotion finale |
| ----------------------------------- | ----------------------------------- | ---------------- |
| Captain Frederick Joseph Horne (en) | 14 juin 1924–16 janvier 1926        | Admiral          |
| Captain Cyrus Willard Cole (en)     | 16 janvier 1926–25 août 1927        | Rear Admiral     |
| Captain Lyal Ament Davidson (en)    | 1er février 1939–1er septembre 1939 | Vice Admiral     |
| Captain Theodore Edson Chandler     | 15 octobre 1941 – avril 1943        | Rear Admiral     |

## Décorations
- American Defense Service Medal avec le dispositif "A"
- American Campaign Medal
- European-African-Middle Eastern Campaign Medal avec une Service star
- World War II Victory Medal